# 汤米·多彻蒂
汤米·多彻蒂（英語：Tommy Docherty，1928年4月24日—2020年12月31日），苏格兰男子足球运动员。他曾代表苏格兰代表队参加1954年和1958年国际足联世界杯，两届比赛均止步小组赛阶段。1970年代曾担任曼联队总教練。

## 榮譽

### 球員生涯
普雷斯頓
- 舊英格蘭乙級聯賽冠軍：1950-51年度

### 教練生涯
車路士
- 英格蘭聯賽盃冠軍：1964-65年度

曼聯
- 舊英格蘭乙級聯賽冠軍：1974-75年度
- 英格蘭足總盃冠軍：1976-77年度

2013年獲選入蘇格蘭足球名人堂。